# ماتادي
ماتادي هي مدينة في جمهورية الكونغو الديمقراطية وهي عاصمة مقاطعة الكونغو الوسطى.